# Otomys uzungwensis
Otomys uzungwensis és una espècie de mamífer rosegador de la família dels múrids. Viu a les muntanyes Udzungwa (Tanzània) i l'altiplà de Nyika (nord-est de Zàmbia i nord de Malawi). Es tracta d'una espècie petita, sense taques al darrere de les orelles, amb el crani aplanat i els ossos nasals amples. Tot i que sovint se la classifica com a part de O. irroratus o O. typus, no hi té una relació particularment propera. Encara no se sap com de propera és la seva relació amb O. orestes.